# 九八式輕戰車
九八式輕戰車Ke-Ni是一款日本於第二次世界大戰時期使用的輕戰車。旨在用於取代當時日本陸軍所使用的九五式輕戰車——日本軍隊在第二次世界大戰中數量最多的裝甲戰鬥車輛。
九八式輕戰車雖然是歐戰爆發前的設計，但是直到1942年纔投入量產，到戰爭結束時，僅有104輛或114輛九八式輕戰車下線。

## 歷史
九八式輕戰車的設計開始於1938年，最初對其的要求是在重量與先前的九五式輕戰車相當的前提下，擁有更厚實的裝甲。
在1939年9月，日野汽車和三菱重工各製造出一輛原型車，其中日野汽車生產的原型車被稱為九八式甲型，而三菱重工生產的原型車則被稱作九八式乙型。最終，日野汽車的原型車被選中，而三菱重工的原型車則被淘汰。但是，九八式輕戰車卻沒有立即投入量產，問題在提升威力的37公厘主炮直到1941年才完成測評，因此延宕了新型戰車的量產規劃。
九八式輕戰車一共生產了104輛或114輛，其中在1941年生產了1輛，在1942年生產了24輛，在1943年生產了79輛或89輛。在1943年以後，因為日軍將中戰車的生產放在了優先位置，所以火力和裝甲都很薄弱的輕戰車的生產即受阻。加之同年其改良型二式輕戰車的制式化，日軍就沒有再繼續生產九八式輕戰車。

## 設計
與九五式比較來說，九八式受惠於焊接工藝改進，在維持與九五式同等重量的背景上改善防禦。九八式的裝甲厚16公厘，設計採納了有避彈效果的傾斜弧形；且炮塔從單人增加成雙人炮塔改善作戰效率。主要武器雖然仍為37公厘炮，但換用了初速提升的百式戰車炮改善反裝甲性能；同時，砲塔還有足夠空間裝備了一挺7.7mm九七式同軸機槍。。
由於發動機輸出功率較高，九八式的極速可達到時速50公里。為了方便維修，發動機採橫向安放。

## 衍生型號

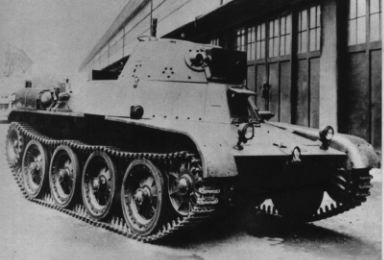
三菱生产的九八式乙型轻型坦克。

### 九八式輕戰車
九八式輕戰車的標準型，由九八式輕戰車甲型發展而來。

### 九八式輕戰車乙型
三菱重工設計的原型車。其最大的特色是安裝了4個對着側向螺旋彈簧的大型車輪。這種安裝方式與克里斯蒂懸掛比較相似。但是這種原型車被日野汽車的原型車打敗，沒有投入量產。 

### 二式輕戰車
九八式輕戰車的改進型。安裝一門威力更強的一式37mm戰車炮，其炮口初速度可以達到810米/秒。在1944-1945年間一共生產了34輛。

### 試製型九八式20mm自行防空炮 タセ
在1941年11月，日軍開始研發九八式輕戰車安裝迴旋式九八式20毫米機炮的自行防空炮版本。曾經製造出一輛這樣的原型車，並被命名為九八式タセ，但是實驗並不成功，計劃最終在1943年取消。

### 試製自行防空炮 ソキ
1941年开始研发，在九八式轻坦的底盘上加装可360度旋转的双联装二式20毫米机炮，每门射速300发/秒。围绕战斗室的钢板可放下，类似德国的家具車式防空坦克，仅一辆原型车。

## 流行文化

### 電子遊戲
- 《戰爭雷霆》
- 《應徵入伍》

## 腳註
註釋
1. ↑  ケニ，音Ke-Ni。
2. ↑  音Ta-Se，Ta是日語“對空”發音“Taikū”的縮寫，而“Se”則是日語“戰車”發音“Sensha”的縮寫

參考
1. 1 2 3  .   [2014-03-22]. （原始内容存档于2013-10-19）.
2. 1 2 3 4  佐山二郎. . : p569. ISBN 9784769823629.
3. ↑  .   [2014-03-22]. （原始内容存档于2013-06-30）.
4. ↑  『機甲入門』p568
5. 1 2  Zaloga (Japanese Tanks) p. 18
6. ↑  Zaloga (Japanese Tanks) p. 17
7. ↑  David Miller. . Zenith Imprint. 2000: 182–  [2014-03-22]. ISBN 978-0-7603-0892-9. （原始内容存档于2014-07-01）.
8. ↑  Zaloga (Japanese Tanks) pp. 10 & 18
9. ↑  Skrzypacz, Marcin. . Encyklopedia Uzbrojenia.   [22 August 2011]. （原始内容存档于2008年2月2日） （波兰语）.
10. ↑  高橋昇. . PANZER，アルゴノート社.